# Пфистер, Уолли
Уо́лтер Пфи́стер (англ. Walter Pfister), более известный как Уо́лли Пфи́стер (англ. Wally Pfister; р. 8 июля 1961, Чикаго, Иллинойс, США) — американский кинооператор и кинорежиссёр, который наиболее известен по работам в фильмах Кристофера Нолана, сняв такие его ленты, как «Помни», «Бессонница», «Бэтмен: Начало», «Престиж», «Тёмный рыцарь» и «Начало».
Лауреат премии «Оскар» в номинации «Лучшая операторская работа» за фильм «Начало».
Режиссёрским дебютом Пфистера стал фильм «Превосходство».

## Молодость
Пфистер родился в Чикаго, но вырос в Нью-Йорке. Его дед был редактором городской газеты в штате Висконсин. Отец же был продюсером теленовостей, который начинал свою карьеру на чикагском канале CBS-TV в 1955 году. Позже он работал с телеведущими Дэвидом Бринкли и Питером Дженнингсом, создавал передачи о политических съездах, космических полётах и движениях за права афроамериканцев.
Когда Пфистеру было около 11 лет, рядом с его домом проходили съёмки боевика Shamus (1973) с Бёртом Рейнольдсом. Мальчик был очарован осветительными приборами и кинокамерами. Вскоре он сам начинает снимать домашнее видео и короткометражки. Пфистер подражает своему отцу, делая слайды на плёнку Kodachrome, приглашает семью и друзей на небольшие шоу.

## Карьера
После окончания средней школы Пфистер нанимается ассистентом на телевизионную станцию в Солсбери, штат Мэриленд. Через пару месяцев с помощью новостной камеры CP16 он по выходным начинает снимать короткометражные фильмы, в том числе сделав визуальное эссе о викторианском доме. «Я делал маленькие, медленные шаги вокруг сложной архитектуры дома», вспоминает он, «смонтировав это с музыкой, я показал видео руководителю. Он сделал меня оператором. Я получал по 125 $ в неделю».
Позже Пфистер находит работу в качестве оператора в службе новостей города Вашингтона. Он делает репортажи из Конгресса США, Белого дома и спецвыпуски новостей с 1982 по 1985 год. С 1985 Пфистер начинает принимать участие в создании документальных фильмов сериала Frontline канала PBS и видеороликов о производстве для различных промышленных компаний Вашингтона.
В 1988 году Роберт Олтмен приехал в Вашингтон, чтобы сделать мини-сериал для HBO «Таннер 88» (1988). Олтмен искал настоящего оператора новостей, чтобы тот смог реалистично снять сцену шоу. Он нанял его и попросил сделать несколько документальных кадров и интервью. Когда продюсеры увидели его работу, то утвердили Пфистера вторым оператором на запись этого шоу. Это был его первый опыт работы в игровом кино.
После этого Пфистер поступил в Американский институт киноискусства. Во время второго года обучения он сделал короткометражку о борце против апартеида. Он привлёк свой опыт, осветив съёмочную площадку так мрачно и резко, используя только один софит, что актёр может без проблем для картинки выходить из кадра.
В том же году с ним познакомился только что закончивший этот же институт Януш Камински. Он нанял его в качестве ассистента и электрика для своих проектов, так как знал его работы. Тогда же Камински нанял и оператора Фидона Папамайкла, с которым также сотрудничал Пфистер.
Роджер Корман дал Пфистеру возможность снимать сцены выстрелов и вставки для фильмов, над которыми работал Папамайкл. Это был его первый опыт работы на 35-мм плёнке. В частности он был вторым оператором у Папамайкла на проекте «Химия тела», а также на других фильмах Кормана.
В 1991 году Уолли Пфистер впервые сам снял полнометражный художественный фильм, дебютировав как оператор-постановщик ленты «Неродившийся ребёнок». После этого он снял ещё несколько фильмов ужасов.

## Работа с Кристофером Ноланом
В 1998 году Пфистер снимал в Монтане фильм «Поворот судьбы», который попал в основной конкурс кинофестиваля Сандэнс. Там он и встретил Нолана, чей фильм также был представлен на этом киносмотре.
Первой их совместной работой был триллер в стиле нуар «Помни» (2000). После того как стало ясно, что сотрудничество оказалось удачным, Пфистер работал оператором-постановщиком и в последующих работах Нолана: «Бессонница» (2002), «Бэтмен: Начало» (2005), «Престиж» (2006), «Тёмный рыцарь» (2008), которую он частично снял камерами IMAX, «Начало» (2010) и «Тёмный рыцарь: Возрождение легенды» (2012).
Уолли Пфистер заявил, что «отказался от участия в экранизации книг о Гарри Поттере ради работы с Крисом».
По состоянию на 2015 год, до «Интерстеллара», Пфистер являлся единственным оператором, с которым работал Кристофер Нолан (за исключением ленты «Преследование» (1998), в которой сам Нолан был оператором).

## Личная жизнь
Уолли Пфистер женат на Анне Джулиен (с 1992 года). У них трое детей: Ник, Клэр и Миа.

## Фильмография
| Фильмы | Фильмы                             | Фильмы                            | Фильмы            | Фильмы                                   |
| Год    | На русском языке                   | На языке оригинала                | Режиссёр          | Примечания                               |
| ------ | ---------------------------------- | --------------------------------- | ----------------- | ---------------------------------------- |
| 1991   | Неродившийся ребёнок               | The Unborn                        | Родмэн Флендер    |                                          |
| 1991   |                                    | Barbara Stanwyck: Fire and Desire | Ричард Шикель     |                                          |
| 1992   | Рисовальщик                        | Sketch Artist                     | Фидон Папамайкл   |                                          |
| 1993   | Амитивилль 7: Новое поколение      | Amityville: A New Generation      | Джон Марловски    |                                          |
| 1994   | Объект страсти                     | Object of Obsession               | Грегори Дарк      |                                          |
| 1995   | Тайные игры 3                      | Secret Games 3                    | Грегори Дарк      |                                          |
| 1995   | Бабуля                             | The Granny                        | Люка Берковичи    |                                          |
| 1998   | Первый рыцарь при дворе Аладдина   | A Kid in Aladdin’s Palace         | Роберт Л. Леви    |                                          |
| 1998   | Рапсодия Лилии Блум                | Rhapsody in Bloom                 | Крэйг М. Сааведра |                                          |
| 1998   | Завтрак с Эйнштейном               | Breakfast with Einstein           | Крэйг Шапиро      |                                          |
| 1999   | Поворот судьбы                     | The Hi-Line                       | Рон Джадкинс      |                                          |
| 2000   | Поделившись секретом               | Sharing the Secret                | Кэтт Ши           |                                          |
| 2000   | Помни                              | Memento                           | Кристофер Нолан   | Номинация на премию «Независимый дух»    |
| 2001   | Скотланд, Пенсильвания             | Scotland, Pa.                     | Билли Морриссет   |                                          |
| 2001   | Святилище                          | Sanctuary                         | Кэтт Ши           |                                          |
| 2001   |                                    | Rustin                            | Рик Джонсон       |                                          |
| 2002   | Лорел Каньон                       | Laurel Canyon                     | Лиза Холоденко    |                                          |
| 2002   | Бессонница                         | Insomnia                          | Кристофер Нолан   |                                          |
| 2003   | Ограбление по-итальянски           | The Italian Job                   | Ф. Гэри Грей      |                                          |
| 2005   | Ярость                             | Slow Burn                         | Вейн Бич          |                                          |
| 2005   | Бэтмен: Начало                     | Batman Begins                     | Кристофер Нолан   | Номинация на премию «Оскар»              |
| 2006   | Престиж                            | The Prestige                      | Кристофер Нолан   | Номинация на премию «Оскар»              |
| 2008   | Тёмный рыцарь                      | The Dark Knight                   | Кристофер Нолан   | Номинации на премии «Оскар» и BAFTA      |
| 2010   | Начало                             | Inception                         | Кристофер Нолан   | Премия «Оскар» Номинация на премию BAFTA |
| 2011   | Человек, который изменил всё       | Moneyball                         | Беннетт Миллер    |                                          |
| 2012   | Тёмный рыцарь: Возрождение легенды | The Dark Knight Rises             | Кристофер Нолан   |                                          |
| 2012   | Марли                              | Marley                            | Кевин Макдональд  |                                          |
| 2014   | Превосходство                      | Transcendence                     | Уолли Пфистер     |                                          |
| 2016   | С чистого листа                    | Flaked                            | Уолли Пфистер     | 4 серии                                  |
| 2017   | Тик                                | The Tick                          | Уолли Пфистер     | 2 серии                                  |